# Братанов, Иван
Ива́н Мари́нов Брата́нов (болг. Иван Маринов Братанов; 11 сентября 1920, Кардам, Болгария — 30 января 1968, София, Болгария) — болгарский актёр театра и кино. Народный артист НРБ (посмертно).

## Биография
За участие в антифашистской деятельности в 1943—1944 годах был заключён в концлагерь. С 1950 года — в Варненском театре. С 1952 года — на Студии художественных фильмов в Софии. Один из ведущих болгарских актёров 1950—1960-х годов. Во многих ролях раскрыл лучшие черты национального характера. Член БКП с 1944 года.

## Избранная фильмография

### Актёр
- 1954 — Песня о человеке / Песен за човека — Странджата
- 1954 — Герои Сентября / Септемврийци — священник Андрей
- 1954 — Граница / Граница — диверсант (к/м)
- 1955 — Неспокойный путь / Неспокоен път — Мито
- 1956 — Димитровградцы / Димитровградци — Савата
- 1956 — Пункт первый повестки дня / Точка първа — Коминочистачът
- 1957 — Тайная вечеря седмаков / Тайната вечеря на седмаците — Крум (в советском прокате «3акон разрешает»)
- 1957 — Жизнь течёт тихо / Животът си тече тихо... — Ванката
- 1958 — Големанов / Големанов
- 1958 — Клятва гайдука / Хайдушка клетва — Станьо
- 1958 — Семья Герака / Гераците — Ило
- 1958 — Бедняцкая радость / Сиромашка радост — дядя Корчан
- 1958 — Ребро Адама / Ребро Адамово — Сулейман
- 1959 — Командир отряда / Командирът на отряда — Комитата
- 1959 — Тихим вечером / В тиха вечер — дядя Васил
- 1960 — Стубленские липы / Стубленските липи — Тончо
- 1960 — Бедная улица / Бедната улица
- 1961 — Как молоды мы были / А бяхме млади
- 1961 — Крутая тропинка / Стръмната пътека — Попчето
- 1962 — Табак / Тютюн
- 1963 — На тихом берегу / На тихия бряг — кукловод
- 1963 — Полуночная встреча / Среднощна среща
- 1964 — Ивайло / Ивайло — священник Манол
- 1964 — Между рельсами / Между релсите — человек с орденом
- 1964 — Всадник / Конникът — отец Симо
- 1964 — Цепь / Веригата — селянин
- 1964 — Похититель персиков / Крадецът на праскови — Гандев
- 1964 — Отпуск репортёра / Невероятна история — эпизод
- 1964 — До города близко / До града е близо
- 1964 — Пароль / Паролата — Стоян
- 1965 — Разрешение на брак / Вула
- 1965 — Жаркий полдень / Горещо пладне — селянин
- 1965 — Вечный календарь / Вечен календар — дядя Йордан
- 1966 — Между двоими / Между двамата — капитан корабля
- 1966 — Самая длинная ночь / Най-дългата нощ — старик
- 1966 — По тротуару / По тротоара — повар
- 1966 — Привязанный аэростат / Привързаният балон — селянин
- 1966 — Джесси Джеймс против Локума Шекерова / Джеси Джеймс срещу Локум Шекеров
- 1967 — Возвращение / Завръщане
- 1967 — Шибил / Шибил — дядя Вульо
- 1968 — Последний воевода / Последният войвода
- 1968 — Свобода или смерть / Свобода или смърт — Дишлията

## Награды
- 1955 — Медаль Биеннале 16-го Венецианского кинофестиваля («Неспокойный путь»)
- 1959 — Димитровская премия
- 1965 — Заслуженный артист НРБ
- 1965 — Орден «Кирилл и Мефодий»
- ? — Народный артист НРБ (посмертно)